# Чорноглазівка (Полтавський район)
Чорногла́зівка — село в Україні, у Полтавській міській громаді Полтавського району Полтавської області. Населення становить 266 осіб. До 2020 орган місцевого самоврядування — Чорноглазівська сільська рада.

## Географія
Село Чорноглазівка знаходиться на відстані 1 км від сіл Долина, Макарцівка та Глухове.

## Населення

### Мова
Розподіл населення за рідною мовою за даними перепису 2001 року:
| Мова       | Кількість | Відсоток |
| ---------- | --------- | -------- |
| українська | 24        | 100%     |

## Історія
12 червня 2020 року, відповідно до розпорядження Кабінету Міністрів України № 721-р «Про визначення адміністративних центрів та затвердження територій територіальних громад Полтавської області», село увійшло до складу Полтавської міської громади.
19 липня 2020 року, в результаті адміністративно - територіальної реформи та ліквідації Полтавського району (1925—2020), село увійшло до складу новоутвореного Полтавського району.
22 червня 2023 року рішенням Національної комісії зі стандартів державної мови віднесено до списку населених пунктів, які «можуть не відповідати лексичним нормам української мови», зокрема стосуватися «російської імперської чи колоніальної політики». Громаді рекомендовано запропонувати нову назву в установленому законодавством порядку.